# Ricardo González (actor ecuatoriano)
Ricardo Paúl González Godoy es un actor de teatro, cine y televisión ecuatoriano. Es más conocido por interpretar el papel de Manolo en la serie Solteros sin compromiso.

## Carrera

### Televisión

#### Solteros sin compromiso
Ricardo González Godoy, interpretó a Manolo Delgado Primo del Tín, un hombre humilde que tiene como herencia una fortuna la cual es aprovechada por sus amigos, desde 2001 hasta 2005 en la serie dirigida por Xavier Pimentel, Solteros sin compromiso de TC Televisión, junto a los actores Andrés Pellacini, Diego Spotorno, Tábata Gálvez, Érika Vélez y Alberto Cajamarca.
En 2014 regresa a la serie Solteros sin compromiso, con su octava temporada que ahora tiene como plataforma YouTube, junto al elenco original.

### TC Televisión
En 2003 formó parte de la novela La hechicera, de la cantante y protagonista Sharon la Hechicera en TC Televisión.

#### Ecuavisa
En 2006 formó parte de la serie Kliffor de Ecuavisa, donde interpretó el papel de Gilberto, junto a Richard Barker como Kliffor.
También fue parte del elenco de El Secreto de Toño Palomino en 2008, adaptación de la serie argentina Los secretos de papá, interpretando a un panadero de la "Panadería Izurieta", junto a los actores Martín Calle, Carolina Jaume, Héctor Garzón, Marcelo Gálvez, Tomás Delgado, Giovanny Dávila, Claudia Gómez, Mélida Villavicencio, Diego Spotorno, Efraín Ruales, Darío León, Monserrat Astudillo, Paloma Yerovi, Paúl Martín, Jair Alache, Verónica Pinzón y la cantante Dora West. En 2009 es parte de la comedia La Panadería, una extensión de El Secreto de Toño Palomino, junto al elenco original, con el escenario de la panadería como principal y con una serie de variados sketch cómicos.
Más tarde interpretó a Coquito en la adaptación de la serie argentina Los exitosos Pells como El exitoso Lcdo. Cardoso, interpretada por Martín Calle y Monserrate Truijillo, junto a Carla Sala, Diego Spotorno, Paola Farías, Darío León, Claudia Gómez, Héctor Garzón, Marcelo Gálvez, Cecilia Cascante, Efraín Ruales, Juan José Jaramillo, Jair Alache y Giovanni Dávila.
En julio de 2010 interpretó a Pandillator, un luchador enmascarado en la novela cómica Lucho Libre, protagonizada por Martín Calle, Héctor Garzón y Marcelo Gálvez. Ese mismo año interpretó a Chinto como parte del elenco de La taxista, protagonizado por Claudia Campusano como Rosita y Diego Spotorno como Didi.
Durante el 2011 formó parte de la serie cómica El combo amarillo, extensión de La taxista, interpretando al taxista Chinto, junto a José Northia, María Mercedes Pacheco, María Fernanda Ríos y Jonathan Estrada.
Para el 2017 regresa a Ecuavisa y se integra a la segunda temporada de la telenovela La Trinity.

#### GamaTV
Desde 2012 hasta 2014, en reemplazo de Mao House, formó parte del elenco de Puro Teatro de Gama TV, junto a Martín Calle, Carolina Jaume y Pamela Palacios, bajo la dirección de Andrés Garzón.

### Cine
En 2003 fue parte de la película de Sebastián Cordero, Crónicas.
Tuvo un papel de un colombiano conocido como La Iguana, quien era dueño de un bar en una playa ecuatoriana, interpretándolo en la película de 2006 de Tanie Hermida, Que tan lejos.

## Filmografía

### Series y telenovelas
| Año       | Título                      | Personaje                                    |
| --------- | --------------------------- | -------------------------------------------- |
| 2020      | 3 Familias                  | Batigol                                      |
| 2019      | Sharon la Hechicera         | El Predicador                                |
| 2019      | Sharon la Hechicera         | Bulldog                                      |
| 2017      | La Trinity                  | Pedro Piñas / Pedro Periñón “Don Periñón” #2 |
| 2012-2014 | Puro Teatro                 | Varios personajes                            |
| 2011      | El combo amarillo           | Chinto                                       |
| 2010      | La taxista                  | Chinto                                       |
| 2010      | Lucho Libre                 | Pandillator                                  |
| 2009      | El exitoso Lcdo. Cardoso    | Coquito                                      |
| 2009      | La Panadería                | Varios personajes                            |
| 2008      | El Secreto de Toño Palomino | Jose                                         |
| 2006      | Kliffor                     | Gilberto                                     |
| 2003      | La Hechicera                | Reparto                                      |
| 2002-2006 | Solteros sin compromiso     | Manolo Delgado "Primo Del Tin"               |

### Programas
| Año 2003  | Programa casos de la vida real | Rol protagonista niños perdidos | Canal Ecuavisa |
| --------- | ------------------------------ | ------------------------------- | -------------- |
| 2016      | ¡Que Gusto!                    | Presentador                     | GamaTV         |
| 2016      | Algo Más                       | Presentador                     | GamaTV         |
| 2015      | El Matinal                     | Presentador                     | GamaTV         |
| 2014-2016 | Te Tomaste la Noche            | Copresentador                   | GamaTV         |
| 2014      | PatoMarte la Noche             | Copresentador                   | GamaTV         |

### Cine
| Año  | Película      | Personaje |
| ---- | ------------- | --------- |
| 2003 | Crónicas      |           |
| 2006 | Que tan lejos | El Iguana |